# Böghil van Hoo
Böghil van Hoo, född på 1300-talet, död efter 1385, var en svensk häradshövding.

## Biografi
Böghil van Hoo var 1382 häradshövding i Östra tredingen. Han avled efter 1385 och valde att begravas tillsammans med sin hustru i Julita kloster.

### Egendom
Böghil van Hoo sätesgård var Bystad herrgård. Han ägde en hytta i Nora i Västmanland, jord i Askers härad i Närke, Bråbo härad i Östergötland och i Värend.

### Familj
Böghil van Hoo var gift med Ingeborg Nilsdotter (Läma), dotter till häradshövdingen Nils Håkansson (Läma) i Bråbo härad och Iliana Nilsdotter (Bielke).